# Tyrälampi
Tyrälampi är en sjö i Finland. Den ligger i kommunen Taivalkoski i landskapet Norra Österbotten, i den nordöstra delen av landet, 600 km norr om huvudstaden Helsingfors. Tyrälampi ligger 223,8 meter över havet. Arean är 1,25 kvadratkilometer och strandlinjen är 7,84 kilometer lång. Sjön  ingår i Ijo älvs huvudavrinningsområde. 